# Vulcan (okręg Marusza)
Vulcan – wieś w Rumunii, w okręgu Marusza, w gminie Apold. W 2011 roku liczyła 114 mieszkańców.